# Neudorf (Harz)
Neudorf is een plaats en voormalige gemeente in de Duitse deelstaat Saksen-Anhalt en maakt deel uit van de gemeente Harzgerode in de Landkreis Harz.
Neudorf telt 680 inwoners.